# 一州正伊
一州正伊（いっしゅう しょうい、応永23年（1416年） - 長享元年11月4日（1487年11月18日））は室町時代の曹洞宗の僧。

## 生涯
周防国熊毛郡出身。俗姓は稲田氏。幼い頃より寺に入り、13歳で出家した。20歳で京都妙心寺の日峰宗舜に参禅し、以降、丹波円通寺の牧翁性欽、越前慈眼寺の希明清良を歴参。
次に十余年にわたって月江正文に付き従い、その法嗣となった。その後美濃楞厳寺の住持であった際、上野国の有力武将・長尾景仲の帰依を受けて上野白井に雙林寺を開き、正文を開山とした。雙林寺は長尾氏の庇護を得て、東国有数の禅道場として栄えた。
文明4年（1472年）、相模最乗寺の住持となる。その後上野沼田氏に招かれ玉泉寺を開くなどした。晩年は雙林寺に帰り、長享元年（1487年）に没した。
一州に参禅し法嗣となった者に曇英恵応や天倫正挺らがいる。